# Unbelievable (álbum de Sarah Connor)
Unbelievable ("Increíble", en español) es el segundo álbum de estudio de la cantante pop alemana Sarah Connor. Fue publicado el 30 de septiembre de 2002 por el sello Epic Records. Connor trabajó nuevamente con Rob Tyger y Kay Denar en la producción del álbum, aunque contó con la ayuda adicional de Wyclef Jean, Jerry Duplessis, Bülent Aris, Sugar P, y Triage.

## Lista de canciones
| N.º | Título                                                         | Escritor(es)                                             | Producer(s)           | Duración |  |
| 1.  | «One Nite Stand (of Wolves and Sheep)» (featuring Wyclef Jean) | Wyclef Jean, Jerry Duplessis, Sarah Connor, O.G. Fortuna | W. Jean, J. Duplessis | 3:58     |  |
| 2.  | «He's Unbelievable»                                            | Rob Tyger, Kay Denar                                     | Rob Tyger, Kay D.     | 4:20     |  |
| 3.  | «I Wanna Touch U There»                                        | Diane Warren                                             | Rob Tyger, Kay D.     | 3:25     |  |
| 4.  | «The Loving Permission»                                        | Tyger, Denar                                             | Rob Tyger, Kay D.     | 4:50     |  |
| 5.  | «Where Did You Sleep Last Nite?»                               | Tyger, Denar, Connor                                     | Tyger, Kay D.         | 4:53     |  |
| 6.  | «Bounce»                                                       | Bülent Aris, Toni Cottura, Anthony Freeman               | Aris                  | 4:12     |  |
| 7.  | «Skin on Skin»                                                 | Tyger, Denar, Connor                                     | Tyger, Kay D.         | 4:44     |  |
| 8.  | «Wait 'Til You Hear from Me»                                   | Tyger, Denar                                             | Tyger, Kay D.         | 4:19     |  |
| 9.  | «1 + 1 = 2»                                                    | Tyger, Denar                                             | Tyger, Kay D.         | 5:02     |  |
| 10. | «Put Your Eyez on Me»                                          | Tyger, Denar                                             | Tyger, Kay D.         | 4:04     |  |
| 11. | «That's the Way I Am»                                          | June Rollocks, Aris, T. Berlin, F. Dursthoff             | Aris                  | 3:34     |  |
| 12. | «Beautiful»                                                    | Rollocks, Aris, Dursthoff                                | Aris, Sugar P.        | 4:14     |  |
| 13. | «That Girl»                                                    | Tyger, Denar                                             | Tyger, Kay D.         | 3:18     |  |
| 14. | «Sweet Thang»                                                  | Tyger, Denar                                             | Tyger, Kay D.         | 4:05     |  |
| 15. | «Make My Day»                                                  | The Hitman, Mekong Age, Rufi-Oh                          | Triage                | 3:35     |  |
| 16. | «Teach U Tonite»                                               | Tyger, Denar                                             | Tyger, Kay D.         | 4:29     |  |

## Posición en las listas
| Listas (2002) | Máxima posición |
| ------------- | --------------- |
| Alemania      | 10              |
| Austria       | 21              |
| Finlandia     | 21              |
| Suiza         | 19              |